# Frederik Lodewijk Johan Eliza Rambonnet
Frederik Lodewijk Johan Eliza Rambonnet (Doornspijk, 19 februari 1885 - IJmuiden, 28 januari 1935) was een Nederlandse burgemeester.

## Loopbaan
Rambonnet was een zoon van ir. Nicolaas Samuel Rambonnet, burgemeester van Doornspijk, en Cornelia Geertruida Mestingh. Hij studeerde rechten bij prof. David Simons aan de Universiteit Utrecht. Hij werd vervolgens advocaat en procureur in Zwolle. Vanaf 1919 was hij burgemeester, hij stond achtereenvolgens in Rockanje, Schoonhoven en Velsen. In Schoonhoven was hij ook kantonrechter-plaatsvervanger. In Velsen maakte hij zich onder meer sterk voor de visserij in IJmuiden.
Mr. Rambonnet overleed op 49-jarige leeftijd in het ziekenhuis in IJmuiden aan complicaties als gevolg van een galblaasoperatie. Hij werd begraven in Elburg.
- International Standard Name Identifier: 0000 0003 9386 0247
- Nederlandse Thesaurus van Auteursnamen: 123875536
- Virtual International Authority File: 288251910
- WorldCat: E39PBJjHc7qY3qxFjymW8cGWDq